# Ramón Plaza Monreal
Ramón Abraham Plaza Monreal (Santiago, 19 de julio de 1892-Ibíd, 1982) fue un funcionario público y político chileno, miembro del Partido Democrático. Se desempeñó como ministro del Trabajo de su país, durante el gobierno del presidente Gabriel González Videla entre febrero y junio de 1950.

## Familia y estudios
Nació en Santiago de Chile el 19 de julio de 1892, hijo de Tristán Plaza Maturana y Adelina Monreal del Campo. Realizó sus estudios primarios y secundarios en el Liceo Manuel Barros Borgoño. Continuó los superiores en la carrera de leyes de las universidades de Chile y Católica.
Se casó con Adelaida Frabasile, con quien tuvo un hijo, Gastón.

## Carrera pública
No se tituló de abogado, dedicándose a la actividad pública. Desde 1934 hasta 1939, ocupó el puesto de jefe del Departamento de Cooperativas del Comisariato. Asimismo, entre 1939 y 1940, ejerció como jefe de la Dirección General de Previsiones.
Militó en las filas del Partido Democrático, siendo presidente de la Agrupación Democrática durante dos periodos seguidos, vicepresidente nacional, y secretario general de la colectividad entre 1934 y 1936. En las elecciones parlamentarias de 1937 se postuló como candidato a diputado por Coquimbo para el periodo legislativo 1937-1941, sin embargo retiró su candidatura. En 1942, asumió como presidente de la Asamblea Democrática de Chillán.
A continuación, desde 1940 hasta 1953, se desempeñó como jefe del Departamento de Expropiaciones de la Corporación de Reconstrucción y Auxilio, organismo creado bajo el gobierno del presidente Pedro Aguirre Cerda, y del cual fue también presidente de la Asociación de Empleados.
Simultáneamente, el 27 de febrero de 1950, asumió nombrado por el presidente Gabriel González Videla, como titular del Ministerio del Trabajo; función que abandonó el 21 de junio del mismo año. Tras dejar el gabinete, fue designado como consejero de la Caja Nacional de Ahorros hasta 1952.
Por otra parte, fue miembro honorario de la Sociedad de Artesanos de La Unión y de la Sociedad Protectora de Animales. Falleció en Santiago en 1982.